# Ricardo Valenzuela Sáez
Ricardo Valenzuela Saéz (n. Santiago; 8 de diciembre de 1910 - f. 22 de agosto de 1976), químico y dirigente demócrata-cristiano.

## Trayectoria
Hijo de Ricardo Valenzuela y María Ester Sáez. Casado con Sixta Horta Toro.
Estudió en el Liceo de Rengo y luego ingresó a la Universidad de Chile, donde se tituló de Químico Farmacéutico (1930), con una tesis titulada "Bioquímica del Ácido Oxálico". Luego cursó la carrera de Derecho en la misma universidad, graduándose en 1954 con una tesis sobre el "Fundamento para una Reforma de la Seguridad Social en Chile". 

## Actividades públicas
- Militante de la Falange Nacional desde 1939.
- Profesor de Legislación Farmacéutica y Teontología en la Escuela de Química y Farmacia de la Universidad de Chile (1949-1954)
- Secretario General de la Confederación Panamericana de Bioquímica y Farmacia (1955).
- Miembro del Partido Demócrata Cristiano (1957).
- Diputado por Rancagua, Caupolicán, Cachapoal y San Vicente (1961-1965); miembro de la comisión permanente de Gobierno Interior, Economía y Comercio y de Policía y Reglamento.
- Delegado parlamentario de Chile a la Constitución del Parlamento Latinoamericano en Lima (1962).
- Diputado por Rancagua, Caupolicán, Cachapoal y San Vicente (1965-1969); miembro de la comisión permanente de Trabajo y Legislación Social, de Educación Pública y de Gobierno Interior.
- Senador por O'Higgins y Colchagua (1969-1977), figuró en la comisión permanente de Educación Pública y de Salud Pública.
- Vicepresidente Nacional de la Democracia Cristiana (1970).

El Golpe de estado del 11 de septiembre de 1973, puso término anticipado al período legislativo por medio del Decreto Ley N.º 27, del 21 de septiembre de 1973, el cual disolvió el Congreso Nacional y se da inicio a una Dictadura, encabezada por el general Augusto Pinochet Ugarte (1973-1990).

Tras una prolongada enfermedad, fallece en agosto de 1976, alejado de la vida política después del golpe militar. Sus restos fueron sepultados en el Cementerio General de Santiago.